# Ludwig Streicher

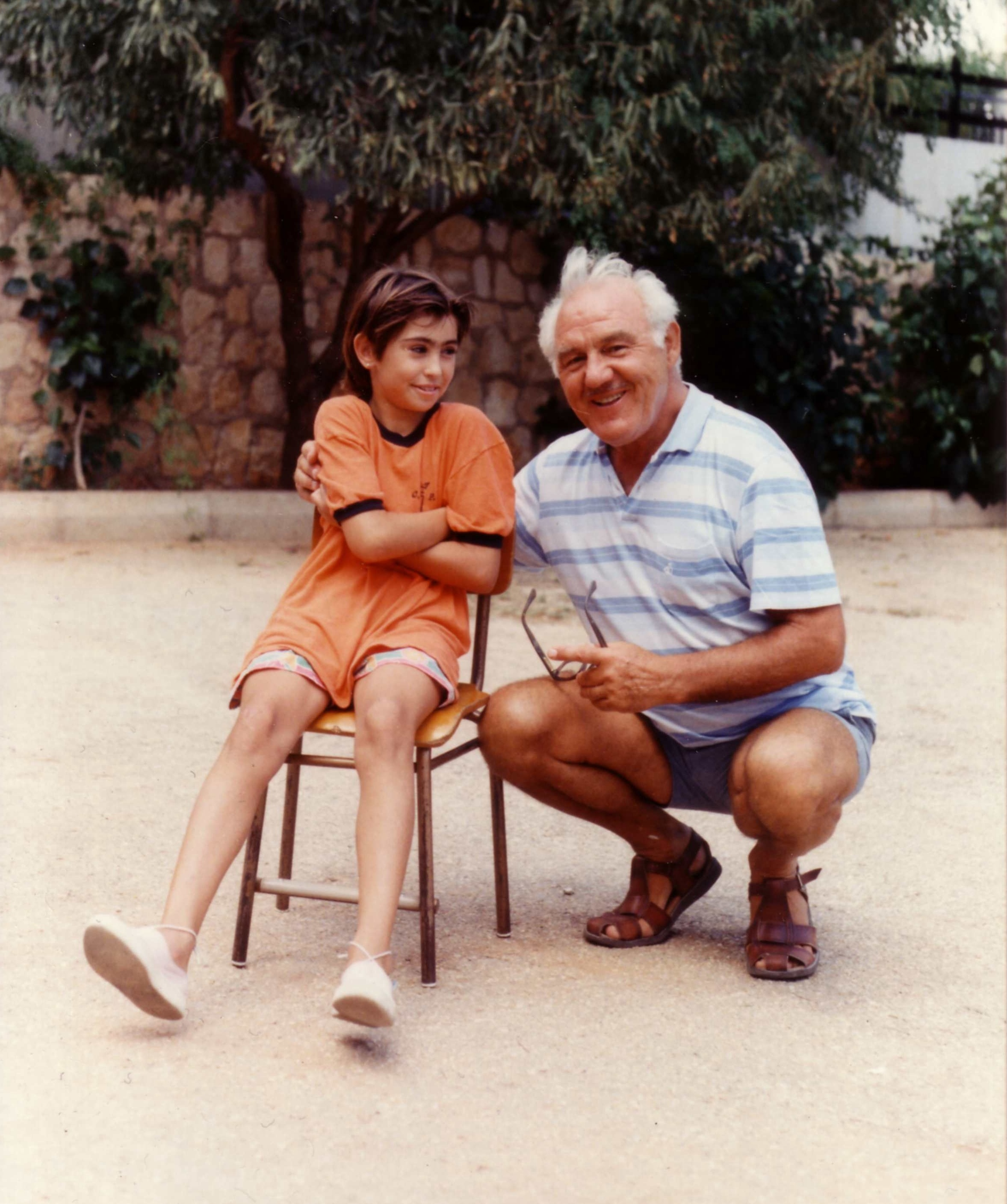
Ludwig Streicher (rechts), 1988

Ludwig Streicher (* 26. Juni 1920 in Wien; † 11. März 2003 ebenda) war ein österreichischer Kontrabassist und Musikpädagoge.

## Leben
Ludwig Streicher, Sohn des Gastwirts, Komponisten und Musiklehrers Franz Xaver Streicher (1891–1965) in Ziersdorf, studierte zunächst Geige, ab 1934 an der Wiener Musikakademie Violoncello und Kontrabass und schloss seine Studien 1940 mit dem Diplom ab. Anschließend war er Solokontrabassist und ab 1943 auch Solocellist im Krakauer Staatsorchester. Von 1946 bis 1973 war Streicher erster Kontrabassist der Wiener Philharmoniker und der Wiener Hofmusikkapelle.
Streicher wurde im Jahr 1962 der Titel Professor verliehen. Ab 1966 lehrte er an der Wiener Hochschule für Musik und darstellende Kunst, danach nahm er 1992 einen Lehrauftrag in Madrid an der Escuela Superior de Música Reina Sofía an. Er gab eine Kontrabassschule und eine Reihe von Vortragsstücken (Transkriptionen) im Musikverlag Doblinger heraus und hielt zahlreiche Meisterkurse ab. Daneben begann er eine internationale Solistenkarriere und ging weltweit auf Tourneen.
Streicher bediente sich einer eigenen Bogenhaltung, mit der er selbst schwierige Stücke von Carl Ditters von Dittersdorf oder anderer Kompositionen des 18. Jahrhunderts mit einem besonderen Ausdruck wiedergeben konnte. Auf Grund seiner herausragenden Spieltechnik nannte man ihn auch „Paganini des Kontrabasses“ oder „Tausendfinger“. Paul Angerer, Gottfried von Einem, Paul Walter Fürst, HK Gruber, Fritz Leitermeyer, Marcel Rubin und Erich Urbanner widmeten ihm Kompositionen.
Sein Grab befindet sich auf dem Hietzinger Friedhof in Wien (Gruppe 60, Reihe 1, Nummer 15).

## Auszeichnungen und Ehrungen
- Ehrenring der Wiener Philharmoniker (1971)
- Österreichisches Ehrenkreuz für Wissenschaft und Kunst
- Goldenes Ehrenzeichen für Verdienste um das Land Wien
- Encomienda de Alfonso X (2000)
- Ehrenbürger der Gemeinde Ziersdorf
- Ludwig-Streicher-Saal im Konzerthaus Weinviertel in Ziersdorf (2005)

## Veröffentlichungen
- Tonleitern für Kontrabass (Nr. 03 969)
- Mein Musizieren auf dem Kontrabass. Anweisungen und Ratschläge für den beginnenden und den fortgeschrittenen Kontrabassisten. Doblinger Verlag[1]
  - Heft 1 (Nr. 03 914)
  - Heft 2 (Nr. 03 915)
  - Heft 3 (Nr. 03 916)
  - Heft 4 (Nr. 03 917)
  - Heft 5 (Nr. 03 918)

### Als Herausgeber
- Giovanni Bottesini: Capriccio di bravura A-Dur, Edition Doblinger Nr. 03 967
- Franz Schubert: Arpeggione-Sonate a-Moll, D 821, für Kontrabass und Klavier, Edition Doblinger Nr. 03 970
- Giovanni Bottesini: Elegia D-Dur, Edition Doblinger Nr. 03 979
- Fritz Leitermeyer: 12 Essays für Kontrabass und Klavier Op. 33, Edition Doblinger Nr. 03 936
- Jenő Takács: Altungarische Hofballmusik Op. 115, Edition Doblinger Nr. 03 937
- Fritz Leitermeyer: Konzert für Kontrabass und Streicher Op. 44, Edition Doblinger Nr. 03 952
- Marcel Rubin: Konzert für Kontrabass und Orchester, Edition Doblinger Nr. 03 953
- Erich Urbanner: Kontrabasskonzert, Edition Doblinger Nr. 03 956
- Paul Angerer: Quicquam für Streichers Kontrabass und Streicher, Edition Doblinger Nr. 03 958
- Georg Friedrich Händel: Andante für Kontrabass und Klavier, Edition Doblinger Nr. 03 975
- Francois Couperin: Gavotte für Kontrabass und Klavier, Edition Doblinger Nr. 03 977
- Ludwig v. Beethoven: Sonatine für Kontrabass und Klavier, Edition Doblinger Nr. 03 976

## Diskografie (Auswahl)
- Musikalische Raritäten für Kontrabass / Amadeo – Österreichische Schallplatten Aktiengesellschaft AVRS 5061 St (1967)
- Ludwig Streicher – Walter Berry / Amadeo – Österreichische Schallplatten Aktiengesellschaft AVRS 5064 St (1969)
- Kontrabaß-Konzerte – Vanhall & Urbanner / Teldec »Telefunken-Decca« Schallplatten GmbH 6.42045 (1976)
- Ludwig Streicher spielt Bottesini / Teldec »Telefunken-Decca« Schallplatten GmbH (LC 0366) 6.42230 (1978)
- Kontrabaß-Konzerte – Bottesini, Dragonetti, Dittersdorf / Teldec Schallplatten GmbH (LC 0366) 6.42621 (1980)
- The Art of Ludwig Streicher / CBS/Sony Inc. Jasrac 28AC1297 (1981)
- Marcel Rubin – Konzert für Kontrabass und Orchester / Amadeo / Polygram 415 828-1 (1985)
- Encores – Ludwig Streicher / Orfeo International Music GmbH (LC 8175) C 225911 (1991)
- Paul Walter Fürst – Ars Bassi / Amadeo Classic 435 697-2 (LC 0107) (1991)
- Paul Angerer – Quicquam für Streichers Kontrabass und Streicher / KKM-Records, A-2551 Enzesfeld (LC 5222) KKM CD 3096 (1995)